# تصفيات كأس العرب 2021
تصفيات كأس العرب 2021 وهي التصفيات المؤهلة لنهائيات كأس العرب 2021. لعبت التصفيات في قطر في الفترة الممتدة من  19 يونيو و25 يونيو 2021. من بين 23 منتخب مسجل في البطولة  14 منتخب فقط سيخوض التصفيات، وهم أصحاب المراتب المتدنية بناءً على تصنيف الفيفا العالمي في أبريل 2021 بينما تتأهل التسع منتخبات الأولى إلى النهائيات مباشرة. محلة التصفيات عبارة عن سبع مباريات والفائز في كل مباراة يتأهل مباشرة إلى النهائيات.

## المنتخبات المشاركة
| المنتخب      | كونفيدرالية      | المشاركات السابقة في كأس العرب                     | تصنيف الفيفا |
| ------------ | ---------------- | -------------------------------------------------- | ------------ |
| عمان         | الاتحاد الآسيوي  | 1 (1966)                                           | 80           |
| لبنان        | الاتحاد الآسيوي  | 7 (1963، 1964، 1966، 1988، 1998، 2002، 2012)       | 93           |
| الأردن       | الاتحاد الآسيوي  | 8 (1963، 1964، 1966، 1985، 1988، 1992، 1998، 2002) | 95           |
| البحرين      | الاتحاد الآسيوي  | 5 (1966، 1985، 1988، 2002، 2012)                   | 99           |
| موريتانيا    | الاتحاد الأفريقي | 1 (1985)                                           | 101          |
| فلسطين       | الاتحاد الآسيوي  | 4 (1966، 1992، 2002، 2012)                         | 104          |
| ليبيا        | الاتحاد الأفريقي | 4 (1964، 1966، 1998، 2012)                         | 119          |
| السودان      | الاتحاد الأفريقي | 3 (1998، 2002، 2012)                               | 123          |
| جزر القمر    | الاتحاد الأفريقي | —                                                  | 131          |
| اليمن        | الاتحاد الآسيوي  | 3 (1966، 2002، 2012)                               | 145          |
| الكويت       | الاتحاد الآسيوي  | 8 (1963، 1964، 1966، 1988، 1992، 1998، 2002، 2012) | 148          |
| جنوب السودان | الاتحاد الأفريقي | —                                                  | 169          |
| جيبوتي       | الاتحاد الأفريقي | —                                                  | 183          |
| الصومال      | الاتحاد الأفريقي | —                                                  | 197          |

## الملاعب
| الدوحة             | الدوحةتصفيات كأس العرب 2021 (قطر) |
| ------------------ | --------------------------------- |
| استاد خليفة الدولي | الدوحةتصفيات كأس العرب 2021 (قطر) |
| السعة: 45،416      | الدوحةتصفيات كأس العرب 2021 (قطر) |
|                    | الدوحةتصفيات كأس العرب 2021 (قطر) |
| الدوحة             | الدوحةتصفيات كأس العرب 2021 (قطر) |
| ملعب جاسم بن حمد   | الدوحةتصفيات كأس العرب 2021 (قطر) |
| السعة: 12،946      | الدوحةتصفيات كأس العرب 2021 (قطر) |
|                    | الدوحةتصفيات كأس العرب 2021 (قطر) |

## المباريات
تلتقي الفرق الـ14 الأقل تصنيفًا في تصنيف فيفا العالمي في 7 أبريل 2021 في مباراة خروج مغلوب واحدة. يلتقي الفريق العاشر الأدنى مرتبة مع الفريق الثالث والعشرين الأقل تصنيفًا، ويلتقي الفريق الحادي عشر مع الفريق الثاني والعشرين وهكذا. تم إلغاء المباراة الثالثة بين الأردن ونظيره جنوب السودان، بسبب حالات إصابة بفيروس كورونا لثمانية من لاعبي جنوب السودان. قام الاتحاد الدولي لكرة القدم لاحتساب الفوز لصالح الأردن بنتيجة 3–0. جميع الأوقات حسب التوقيت المحلي: التوقيت العربي القياسي (ت ع م+03:00)
| فريق 1    | نتيجة         | فريق 2       |
| --------- | ------------- | ------------ |
| ليبيا     | 0–1           | السودان      |
| عمان      | 2–1           | الصومال      |
| الأردن    | 3–0 (لم تلعب) | جنوب السودان |
| موريتانيا | 2–0           | اليمن        |
| لبنان     | 1–0           | جيبوتي       |
| فلسطين    | 5–1           | جزر القمر    |
| البحرين   | 2–0           | الكويت       |

| ليبيا | 0–1   | السودان                  |
| ----- | ----- | ------------------------ |
|       | تقرير | - عبد الرحمن 15' (ركلة.) |

| عمان                               | 2–1   | الصومال  |
| ---------------------------------- | ----- | -------- |
| الغساني 12' · اليحيائي 36' (ركلة.) | تقرير | جيلي 54' |

| الأردن | 3–0 لم تلعب | جنوب السودان |
| ------ | ----------- | ------------ |
|        | تقرير       |              |

| موريتانيا                  | 2–0   | اليمن |
| -------------------------- | ----- | ----- |
| - دياكيتي 18' - الطنجي 85' | تقرير |       |

| لبنان        | 1–0   | جيبوتي |
| ------------ | ----- | ------ |
| - الحلوة 46' | تقرير |        |

| فلسطين                                              | 5–1   | جزر القمر |
| --------------------------------------------------- | ----- | --------- |
| خروب 35' · الدباغ 42' · صيام 56'، 72' · البطران 81' | تقرير | موسى 5'   |

| البحرين               | 2–0   | الكويت |
| --------------------- | ----- | ------ |
| حرم 74' · عيسى 90'+4' | تقرير |        |

## الهدافون
2 أهداف
- تامر صيام

هداف
| - علي حرم - هاشم سيد عيسى - هلال الحلوة - إسماعيل دياكيتي | - حمية الطنجي - محسن الغساني - صلاح اليحيائي - ليث خروب | - عدي الدباغ - إسلام البطران - محمد عبد الرحمن |